# 西大街站
西大街站是郑州地铁3号线的地铁车站，位于中华人民共和国河南省郑州市管城回族区西大街与管城街交叉口地下，于2020年12月26日随3号线的开通而启用。

## 车站结构
西大街站的主体结构为地下二层车站，位于西大街的地下，呈东西走向，其中B1层为站厅层，B2层为站台层。
| 1F  | 地面     | 所有出入口                                               |
| B1F | 站厅     | 客服中心、自动售票机、行李检查、闸机、车站控制室、警务室 |
| B2F | █ 3号线  | 往省体育中心方向（二七广场）                             |
| B2F | 岛式站台 | 至站厅                                                   |
| B2F | █ 3号线  | 往滨河新城南方向（东大街）                               |

### 站厅
西大街站的站厅位于B1层，设有客服中心、自动售票机、行李检查等设施。站厅由闸机和栏杆分隔为付费区和非付费区，非付费区位于站厅两端，付费区位于站厅中部，付费区内设有自动扶梯、步梯和无障碍电梯连接站台层。在站厅西北角设有车站控制室，站厅西南部近B口通道处设卫生间。

### 站台
西大街站设一座岛式站台，位于B2层，安装有高站台门。站台呈东西向，其中南侧站台面由下行（滨河新城南方向）列车使用，北侧站台面由上行（省体育中心方向）列车使用。

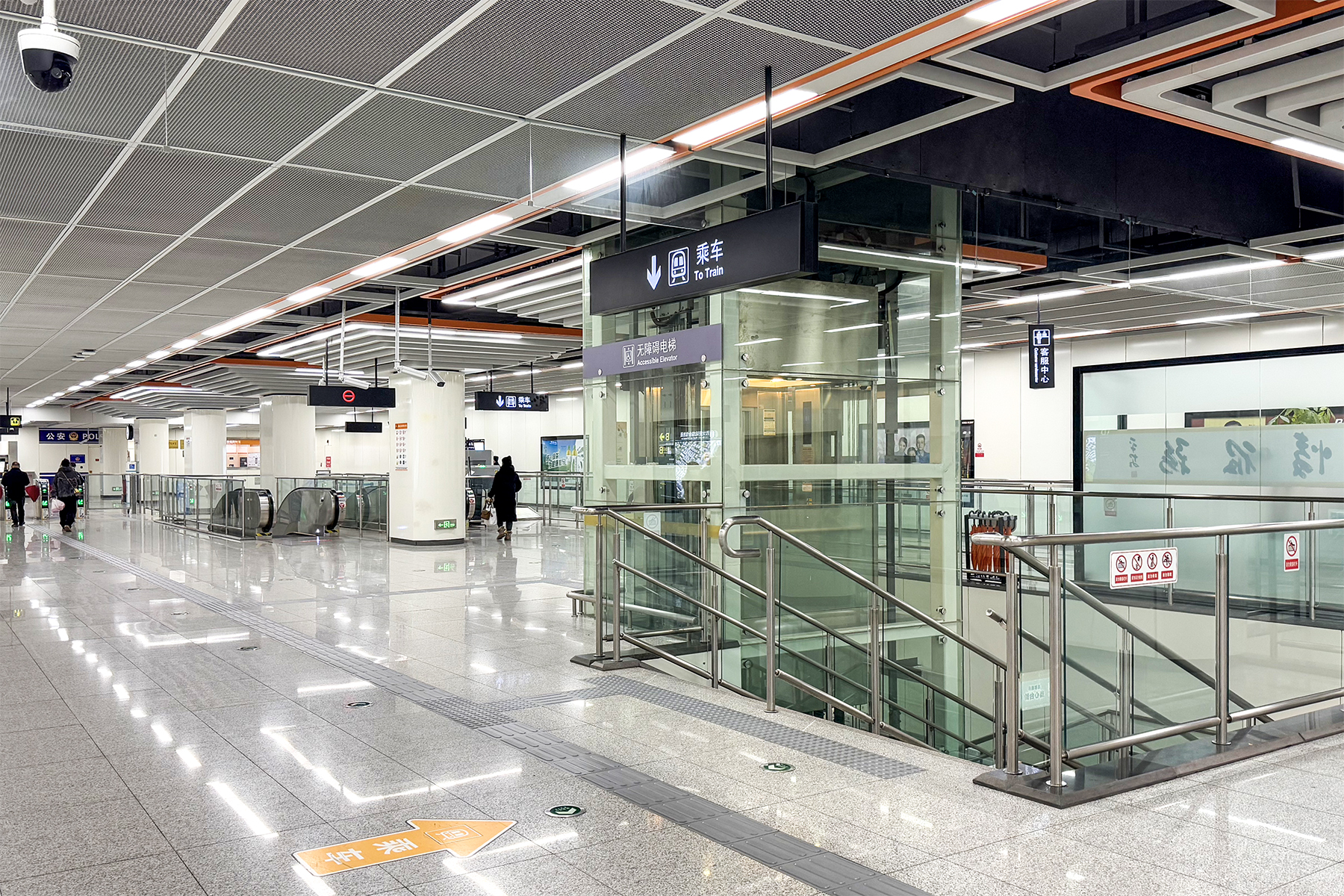
站厅
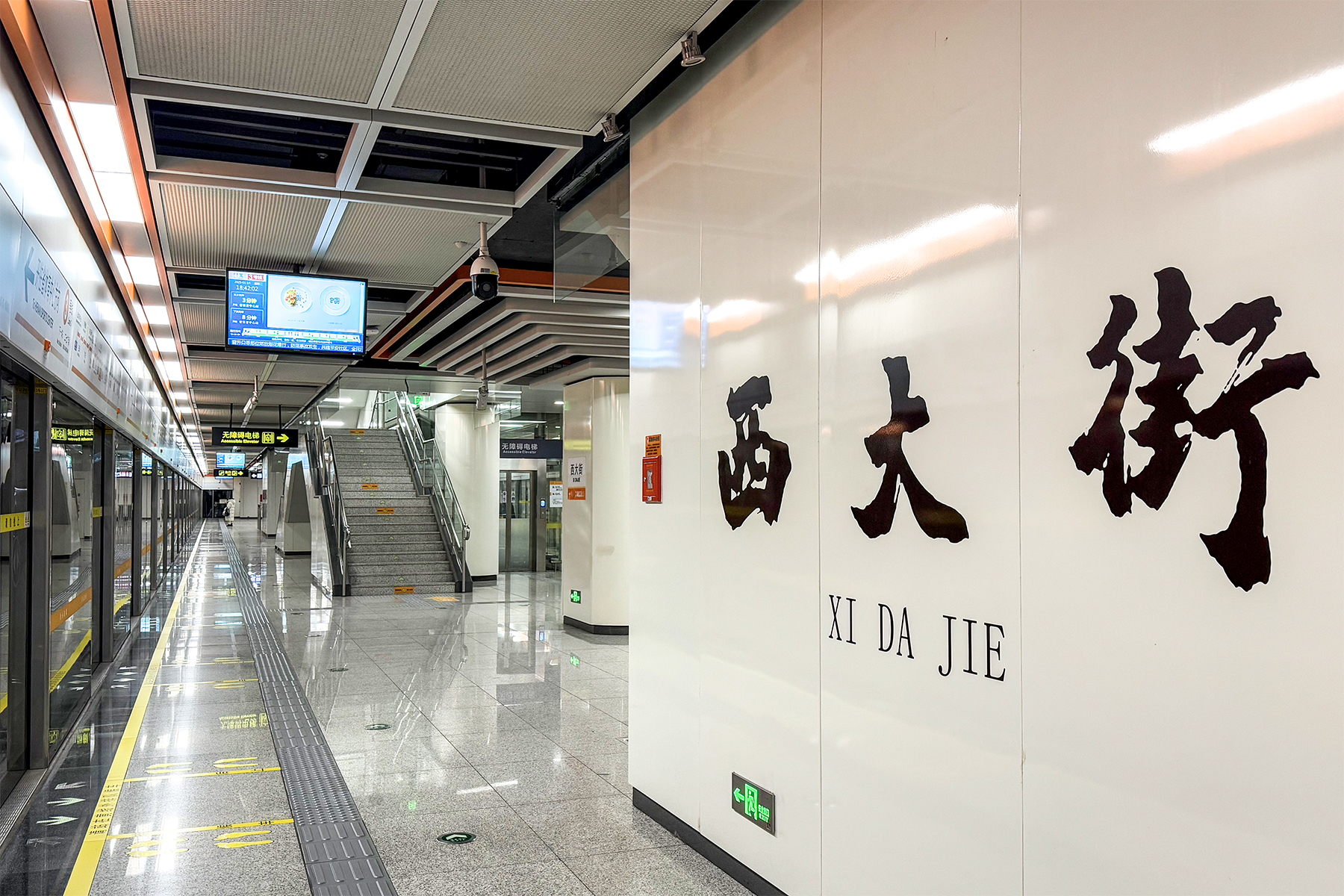
站台上的站名大字壁

### 出入口
西大街站目前开通A、B、D共3个出入口，连接地面和站厅非付费区。A口和D口分别位于东大街与管城街交叉口的东南角和东北角，B口位于西大街与平等街交叉口东南角，并设有无障碍电梯。
| 西大街管城街 | 西大街管城街       | 西大街管城街 | 西大街管城街   | 西大街管城街 |
| 编号         | 路线               | 路线         | 路线           | 备注         |
| ------------ | ------------------ | ------------ | -------------- | ------------ |
| G50          | 郑州市福利院       | ⇆            | 通站路公交站   |              |
| 60           | 赵坡新村           | ⇆            | 郑州东站       |              |
| G78          | 森林湖公交站       | ⇆            | 航海路中州大道 |              |
| S166         | 石化路公交站       | ⇆            | 市第三人民医院 |              |
| Y12          | 经开第八大街公交站 | ⇆            | 火车站北港湾   | 夜间服务     |

| 西大街管城街 | 西大街管城街       | 西大街管城街 | 西大街管城街   | 西大街管城街 |
| 编号         | 路线               | 路线         | 路线           | 备注         |
| ------------ | ------------------ | ------------ | -------------- | ------------ |
| G50          | 郑州市福利院       | ⇆            | 通站路公交站   |              |
| 60           | 赵坡新村           | ⇆            | 郑州东站       |              |
| G78          | 森林湖公交站       | ⇆            | 航海路中州大道 |              |
| 518          | 姚庄公交站         | ⇆            | 火车站北港湾   |              |
| Y12          | 经开第八大街公交站 | ⇆            | 火车站北港湾   | 夜间服务     |